# 四世同堂 (1985年电视剧)
《四世同堂》，由林汝为导演的中国大陆第一部长篇电视连续剧。

## 概要
该剧由北京电视剧制作中心录制，根据老舍先生的名著《四世同堂》改编，展示了抗日战争中北平沦陷区一群普通人特别是祁家四代人的生活。该剧为纪念反法西斯战争胜利四十周年而创作，于1985年8月16日至9月9日在中央电视台播出。

## 主创人员
| 职责     | 人员                       |
| 片头题字 | 胡絜青                     |
| 编剧     | 林汝为（执笔） 李翔 牛星丽 |
| 总导演   | 林汝为                     |
| 导演     | 蔡洪德                     |
| 摄像     | 邢培修 梁世龙              |
| 美工     | 李俊明 彦小追              |
| 录音录像 | 刘沙 张健 张树青 吴枫      |
| 照明     | 毕建华 彭炳仁 董邦师 张林  |
| 副导演   | 张继钊 李文玲              |
| 剪辑导演 | 刘沙                       |
| 助理导演 | 金惠群                     |
| 场记     | 艾觅 苏可                  |
| 副摄像   | 沈涛                       |
| 剧照摄影 | 王海鹏                     |
| 摄像助理 | 林兵                       |
| 置景     | 王金明 张廷贵              |
| 化妆造型 | 刘秉奎                     |
| 化妆     | 李艳玲 李云丽 杨松         |
| 服装设计 | 陈娟                       |
| 服装     | 小那 隗影玲                |
| 道具     | 王根茂 杨春来 李献琦       |
| 剧务     | 李燕京 刘扬武 周建国       |
| 制片主任 | 罗金灶 于朴                |
| 作曲     | 雷振邦 温中甲 雷蕾         |
| 独唱     | 骆玉笙                     |
| 指挥     | 李执恭                     |
| 剪辑指导 | 傅正义                     |
| 艺术顾问 | 谢添                       |

## 登场人物

### 祁家（小羊圈胡同5号）
| 角色     | 演员               | 提要                                                                                               |
| 祁老太爷 | 邵华               | 四世同堂中的第一代，一心守望四世之家，是全家的主心骨，奉行屈己下人的处世哲学，历尽磨难后有所转变。 |
| 祁天佑   | 高维启             | 四世同堂中的第二代，布铺的掌柜，受到日本人欺辱后跳河自尽。                                         |
| 天佑太太 | 李明               | 祁天佑夫人，和儿媳韵梅一起苦撑家务。                                                               |
| 祁瑞宣   | 郑邦玉             | 四世同堂中第三代的长孙，中学教员，是全家的顶梁柱，既要为国尽忠，又要为家尽孝。                     |
| 韵梅     | 李维康             | 四世同堂中第三代的长孙媳，即会持家，又懂得规矩。                                                   |
| 祁瑞丰   | 赵宝刚             | 祁家孙辈的老二，学校庶务，当了汉奸，后因冒充特务被杀。                                             |
| 胖菊子   | 李文玲             | 祁瑞丰之妻，汉奸，后嫁蓝东阳。                                                                     |
| 祁瑞全   | 谢钢               | 祁家孙辈的老三，大学生，在大哥的协助下逃出北平，参加游击队。                                       |
| 小顺     | 倪虹 傅冲 龙伟     | 祁瑞宣之子。                                                                                       |
| 妞妞     | 李鑫培 米乐 葛玉诺 | 祁瑞宣之女，在抗日胜利消息传来之际饿死。                                                           |

### 钱家（小羊圈胡同1号）
| 角色     | 演员   | 提要                                                                       |
| 钱默吟   | 杜澎   | 原为不问世事的诗人，祁老太爷的好友，因二儿子抗日被抓，出狱后从事抗日活动。 |
| 钱太太   | 郭艺文 | 在钱诗人被抓，大儿子病死后，撞其棺材自尽。                                 |
| 钱孟石   | 杨春来 | 钱家长子，教书，在钱诗人被抓后受惊吓，病死。                               |
| 钱少奶奶 | 苏秋冬 | 钱孟石之妻，生下孟石的遗腹子，后因儿子钱勇被日本特务抓走，精神失常。       |
| 钱仲石   | 孙洪新 | 钱家次子，司机，驾车将一车日本兵带进山沟，同归于尽。                       |
| 钱勇     |        | 钱孟石之子。                                                               |

### 李家（小羊圈胡同2号）
| 角色     | 演员   | 提要                                                                                             |
| 李四大爷 | 史可夫 | 以搬家出殡为业，旧称“窝脖儿的”，被小羊圈居民推选为里长，后为保护方六的孩子，被日本兵用枪托打死。 |
| 李四大妈 | 富林   | 李四大爷之妻，热心帮助邻里街坊的老大妈。                                                         |

### 冠家（小羊圈胡同3号）
| 角色   | 演员   | 提要                                                                                               |
| 冠晓荷 | 周国治 | 曾任民国的县长等职，汉奸，后冻饿街头，被日本人活埋。                                               |
| 大赤包 | 李婉芬 | 冠晓荷之妻，汉奸，北平妓女检查所所长，后在日本人狱中精神失常，死亡。                               |
| 尤桐芳 | 徐美玲 | 冠晓荷的姨太太，原为唱奉天大鼓的，后参加了地下抗日斗争，和小文夫妇一起被日本兵枪杀。               |
| 冠高弟 | 史玉中 | 冠晓荷大女儿，反感父母和妹妹的汉奸行径，和尤桐芳思想接近，后成为潜入日本特务机关的地下抗日工作者。 |
| 冠招弟 | 叶蓁楠 | 冠晓荷二女儿，爱慕虚荣，是其父母结交日伪官僚的工具，后沦为日本特务。                               |

### 小羊圈胡同4号
| 角色     | 演员   | 提要                                                                 |
| 小崔     | 陈强   | 人力车夫，穷而有骨气，在日本特使遭暗杀后被无辜砍头。                 |
| 小崔太太 | 马宁   | 小崔之妻，后改嫁长顺。                                               |
| 孙七     | 任宝贤 | 剃头匠，爱抱打不平，后因饥饿闹“肚子疼”，被日本人以“消毒”的名义活埋。 |
| 马老寡妇 | 张帆   | 长顺的姥姥，忍耐艰难时世的老妪。                                     |
| 程长顺   | 杨玉斌 | 租唱留声机的，憎恨日本侵略者，后娶了小崔太太。                       |

### 小羊圈胡同6号
| 角色     | 演员   | 提要                                                     |
| 丁约翰   | 崔静   | 英国领事馆佣人，旧称“摆台的”。                           |
| 小文     | 迟铨   | 京剧琴师，后和其夫人一起被日本兵枪杀。                   |
| 小文太太 | 张静林 | 即文若霞，京剧名票，因不堪日本兵侮辱罢演，被日本兵枪杀。 |
| 刘棚匠   | 鲁继先 | 棚匠兼耍狮子的，在祁瑞宣帮助下逃出北平，参加抗日。       |
| 刘嫂     | 赵秀云 | 刘棚匠之妻，曾以自家粮食周济祁家。                       |

### 小羊圈胡同7号
| 角色 | 演员 | 提要                                             |
| 方六 | 钟勇 | 说相声的，因孩子吃了糊窗户的浆糊，被日本兵抓捕。 |

### 其他
| 角色       | 演员   | 提要                                                                                |
| 白巡长     | 黄少泉 | 小羊圈胡同的巡警，常常明里暗里帮助众街坊，后因丁约翰告密被解除差事。                |
| 常二爷爷   | 唐远之 | 祁老太爷的世交好友，城郊农民，为祁家看坟地的，后因进城时被日本人羞辱，愤而离世。    |
| 金三爷     | 辛静   | 钱诗人的亲家，钱少奶奶之父，经营房产买卖，俗称“吃瓦片儿的”。                        |
| 陈野求     | 吴尔扬 | 钱太太的弟弟，迫于生计曾为日本人做事，后沦为大烟鬼。                                |
| 王排长     | 许正廷 | 原二十九军排长，曾因走投无路自杀而被钱诗人救下，后成为抗日志士。                    |
| 明月和尚   | 高恩德 | 京郊某寺院的和尚，曾帮助钱诗人隐蔽于寺中。                                          |
| 富善       | 庞万灵 | 英国外交官、汉学家，祁瑞宣的朋友。                                                  |
| 日本老太太 | 李铧   | 钱家家破人亡后住进小羊圈胡同1号，和祁瑞宣交流过反战思想，曾帮助祁家摆脱日本兵搜查。 |
| 蓝东阳     | 张连仲 | 汉奸，曾任日伪某处处长，铁路学校校长，娶胖菊子为妻。                                |
| 李空山     | 王志泉 | 汉奸，曾任日伪特高科科长，曾和冠招弟发生关系，丢官后被大赤包用钱打发。              |
| 高亦陀     | 史宪富 | 汉奸，江湖医生，后骗大赤包一笔钱财逃走。                                            |
| 井田       | 吴代尧 | 日酋。                                                                              |

## 剧情简介
| 序号   | 内容 |
| 第1集  | 千里刀光影，仇恨燃九城；月圆之夜人不归，花香之地无和平！一腔无声血，万缕慈母情；为雪国耻身先去，重整河山待后生！沉郁、高亢的歌声把我们带到四十多年前那苦难的岁月。“七七”事变那年初夏的一天，北平城里还是一派安宁、和平的景象。久居“小羊圈”胡同的祁老太爷带着重孙子、孙女——小顺儿和妞妞，在热闹的护国寺大街上自得其乐地闲逛。他买下了一盆石榴花，打算送给他的邻居，好朋友——诗人钱默吟。可—回到家里，气氛就变了。老街坊们惶惶不安地议论着日本军队要打进北平城的事。祁老太爷却不慌张，他凭着多年来对付兵灾的经验，嘱咐家人备下三个月的粮食和咸菜。在他看来，北平城里可是块长治久安的宝地，谁也奈何不了它。只要有吃食，再用装满石头的破缸顶住街门，就能消灾避难。当年八国联军打进北京，他就是用的这个办法。这一回，祁老太爷猜想，一定是日本人“爱小”，看上了芦沟桥上的石头狮子。祁老人正在和他的长孙媳——小顺的妈谈着他的见解，被他的三孙——大学生瑞全听到，瑞全走过来“抢白”了老人一顿。瑞全是个热血青年，对日本人侵略中国义愤填膺，他激动地说：“日本人要狮子了笑话！他们要的是东北，北平！要天津，要华北，要咱们全中国！”这时，祁老人的儿子——布店掌柜祁天佑也回来了。吃饭时，一家老小“四世同堂”，围坐在八仙桌前。天佑忧心仲忡，担心买卖不好做。二儿子瑞丰主张铺子里多卖日本布，遭到兄弟们的反对。祁老太爷说：“咱们是老字号，讲的是诚实，不能卖经看不经穿的日本布！”一时气氛紧张，只听见二孙媳瑞丰老婆瑞着汤吱吱地喝着。祁老太爷一见她那没家教的样子，气得撂下了筷子。小顺儿的妈急忙从中打岔。这时，诗人钱默吟来了，虽说他是祁老人的好友，却是头一回来到祁家，寒暄几句之后，他就向瑞宣打听起局势来。他很有感慨地说：“……我是不大问国事的人，可是我能自由地生活着，全是国家所赐。我这几天什么也干不下去！我不怕穷，不怕苦，我只怕丢了咱们的北平城。一朵花，长在树上，才有它的美丽，若是拿到人的手里，就算完了。北平城也是这样，它顶美，可是要被敌人占据了，它便是被折下来的花了！……假若北平是树，我便是花，尽管是一朵闲花。北平若不幸丢失了，我想我就不必活下去了。”正说着，另一个街坊冠晓荷来了。钱诗人—听，立即起身告辞。在院中碰到冠晓荷，钱诗人拂袖而去。冠晓荷是来探听局势的，瑞宣无奈，随口应付着他。瑞全回到学校，爱国的同学们正遭日寇茶毒。瑞全正欲冲上前去，暗地里却被人拉住了，他回头一看，是钱诗人的二儿子钱仲石。一天中午，在小羊圈当街的老槐树下，老住户李四大爷、孙七和长顺等人正在议论世事。洋车夫小崔因为戒严出不了车，憋了一肚子气，一家人断了顿，他只好去找李四大妈要点杂合面。这时，管这片地面的白巡长来了，他向李四大爷说起日本人要搜书的事，他们二人挨门挨户数叨着各家的情况。说起世道的变迁，白巡长也十分感慨。晚上，回到家中的老三瑞全看到大哥正在烧书，心疼极了。他要大哥和他一块出去抗日，老大瑞宣想到自己支撑这个家庭的责任，表示他来尽孝，让老三去尽忠。这时，老二瑞丰夫妇却在兴致勃勃地听日本军歌。瑞全找到了钱家，钱默吟正送仲石出走。钱诗人鼓励瑞全也出去抗日，他说：“我只会在文字中寻诗觅画，我的儿子可是会在国破家亡的时候用鲜血去写诗！”二人举杯共饮茵陈酒，感慨地吟道：“风萧萧兮易水寒，壮士—去兮不复还！”一天夜里，钱诗人在自家门外，救下了一个正要悬颈自尽的青年，原来，这是二十九军的一个排长，被敌人打散后，王排长流落在北平城里不愿当俘虏，又无法出城，决心以死报国。钱诗人当即把他藏到自己家中。 |
| 第2集  | 在另一个院里，曾在北洋军阀政府谋过官职的冠晓荷和他老婆“大赤包”却因世道变迁而高兴，他们认为这是个改朝换代的好时机，应该出去活动活动官路。大赤包让两个女儿高弟，招弟也出去跑跑，遭到高弟的拒绝。四号院是个大杂院。洋车夫小崔刚刚挨了大赤包的打，回到院里，孙七等人为他抱不平，破口大骂冠家。骂声传到六号院，票友小文夫妇正在练曲子，毫不理会。二房东丁约输是在英国领事馆摆台的，他说道：“投靠日本人有什么意思？”正直的刘棚匠十分鄙视丁约翰的奴才相，便挖苦道：“是不如给老牌的大英帝国干事体面。”祁天佑的布铺生意萧条，祁家生计成了问题。老大老二的学校停了课，没有了收入，天佑牵挂着全家的生计。瑞宣返回学校，遭到意大利神甫的一顿奚落，瑞宣愤然辞去了教会学校的教职。 |
| 第3集  | 回到家中，冠晓荷找上门来，提出要和瑞宣、钱诗人一起组织一个书画社，以此来讨好日本人。瑞宣冷笑着拒绝了。这时，墙那边传来大赤包和冠家二太太尤桐芳的叫骂声。冠晓荷赶紧回去了。原来，为丈夫跑官路的大赤包得意洋洋地回来了，她此行不虚，打通了些达官贵人。桐芳被高弟拉到屋里，她悲苦地向高弟倾诉她的满腹心酸。中国军队跟日本兵在上海打仗的消息传到小羊图，引起居民们无限喜悦。然而，另一件事又给他们带来震动和隐忧：钱仲石驾驶着汽车与一车日本兵同归于尽了。大赤包抓住这个机会，撺掇冠晓荷去向日本人告密。高弟和尤桐芳担心钱诗人遭害，设法告诉了钱诗人。钱诗人对自己可能遭到逮捕毫不畏惧，只是怕王排长被敌人发觉，他立即找到瑞宣，商量把王排长送出城去。 |
| 第4集  | 在瑞宣和李四大爷安排下，第二天清早，瑞全和王排长身着丧服，化装成送殡的，出了北平城。老二瑞丰得知大哥放走了老三，唯恐事发连累自己，提出要分家另过，被瑞宣斥责一顿。祁老人知道三孙子走了，痛苦地说：“咳，单单快到我的生日，你教他走了，你等他给我磕完头再走也好哇！”为了安慰老人，贤慧的韵梅与丈夫商量为老太爷作寿。日本人得到冠晓荷的告密，一窝峰似地扑向小羊圈，找到冠晓荷，让他带路砸开钱家。钱家遭到洗劫。被迫跟来的白巡长暗地劝慰钱诗人，为掩护钱家免遭更大的磨难，他故意将孟石打倒在地。日本人带走了钱诗人。小羊圈静极了，邻居们默默挤在自家门口，目送钱诗人傲然走过。祁老人蹒跚着走过护国寺，那里显得那么荒凉寂寞。快到端午节了，他为小顺儿和妞妞买了两个“兔儿爷”一路上，他揣摩着日本人在北平能占多久。回到家中，替他家看坟的常二爷从城外来给他拜寿，说起城外有人盗墓的消息，祁老人一家为此悬心。在沉滞的气氛中，全家人强打精神给老太爷办起七十五大寿，可是，没有一个人来。瑞丰媳妇劝瑞丰分家另过，学冠家的样儿，也去活动活动。 |
| 第5集  | 鬼子进城后，到处冷落萧条。这年的中秋节，小羊圈家家沉闷。马老寡妇嘱咐长顺：“别惹事，日本人厉害，架不住咱们能忍啊！”瑞宣怀念起在外的老三瑞全。小羊圈唯一有节庆气氛的就是冠家。大赤包一家正和刚起了日本名儿的瑞丰媳妇——菊子兴高采烈地斗着牌，隔壁钱家却传来撕心裂肺的哭声，……钱孟石在中秋之夜死去了，邻居们都悲哀叹息，大赤包却破口大骂。钱家真正是家破人亡了。邻居们纷纷来帮助钱太太和钱少奶奶料理后事，并找来了孟石的岳父金三爷和钱太太的兄弟陈野求。 |
| 第6集  | 瑞丰此刻却在闹着分家。在沉重的哀乐声中，小羊圈家家户户的门都开着，人们低泣哀号，送走了孟石的棺材。傍黑，送葬的人们才迟迟归来，原来，钱太太在坟地里一头撞死在儿子的棺材上。空荡无人的小羊圈，钱默吟瘦得皮包骨，衣衫破碎，满脸须发，额头沾满血迹，只有两眼射出复仇的光焰。他跄踉着走到家门口，一头栽倒了。瑞宣走出钱家，发现了钱诗人，急忙喊人把他抬进屋去。……钱默吟由亲家金三等人扶着找到冠家。他对冠晓荷说：“我来，是为看看你，也叫你看看我，我还没死！日本人很会打人，可打不改我的心，我的心永远是中国人的心，你呢?！你的心是哪一国的呢?!”金三爷想痛打冠晓荷一顿，冠立即告饶。大赤包和在场的即将任日伪特高科的科长李空山都被镇住了。祁老人一听钱先生回来了，急急地要去看他，遭到瑞丰的阻拦。 |
| 第7集  | 为了给钱先生治伤，请来了大夫高亦陀，不料高却胡蒙乱骗，瑞宣把他轰走了。保定失守。日本人要庆祝“胜利”。冠晓荷动员桐芳去为日本人唱大鼓，被桐芳拒绝了。他又去找刘棚匠为日本人耍狮子，又讨了个没趣。瑞丰被汉奸蓝东阳封为庆祝“保定陷落”游行的副司令，兴头十足。一个日本兵坐洋车不给钱，小崔和他厮打起来，忽然这日本兵开口告饶，说的竟是地道的中国话，原来他是东三省的中国人。回家以后，小崔不解地问瑞宣，为什么中国人成了日本人，瑞宣深深为之担忧，更为日本人奴化下一代中国人担忧。在课堂上瑞宣愤愤地用英文写下了“最后一课”的字样。冠晓荷为了加入新民会，在家中宴请蓝东阳，无耻地让高弟攀附他。可蓝东阳却与胖菊子眉来眼去。 |
| 第8集  | 吃完饭，蓝东阳与冠家打牌，输了八十块钱，第二天，他要瑞丰赔他钱，并以瑞丰三弟参加了游击队相威胁。二人扭打起来，瑞丰—拳把蓝东阳打昏，他以为出了人命，吓得跑回家去。瑞宣去牛教授家打了电话，知道蓝东阳并没有死，才放下心。一出牛家，瑞宣碰上白巡长和几个巡警，原来是要发“良民证”。白巡长暗示瑞宣别露出瑞全出走的事情。刚回家中，瑞丰见到老三瑞全的来信，他非常恼怒，生怕出事连累他。瑞宣却欣喜备至。此时，太原沦陷，刘棚匠十分烦闷，瑞宣鼓励他出去抗日。大赤包通过特高科科长李空山谋到了“北平市妓女检查所所长”的伪职。冠晓荷无耻地雇来一帮叫化子凑热闹。蓝东阳前来道贺。不想，瑞丰也来了，他得意非凡，原来，他也活动到了教育局科长的伪职。群丑麋集，大赤包得意忘形，她兴奋地说：“……在这个改朝换代的时代，咱们这一下手就不错，我们得相互提携，相互照应，好顺顺当当打天下，有权柄，有钱财，日本人当然拿头一份，咱们，连咱们的姑姑老姨都得拿第二份儿！咱们得造成一个势力，教所有的人，甚至日本人都得听咱们的，把最好的献给我们！”上海失陷。孙七在作活时听到了消息，惊得把剃头刀都掉在地上。小崔和长顺在研究南京城的命运。小文夫妇虽然还在日复一日地练戏，却也在悄悄地走心思。刘棚匠恼怒地和幸灾乐祸的洋奴丁约翰顶撞起来。在大赤包看来，此时此刻，她投靠日本人是押对了宝。李空山却登门讨“债”——强娶高弟。高弟和桐芳悲愤地看到：“闹了半天，敢情不论谁的私事都跟国家大享关联着呢……” |
| 第9集  | 南京接着又丢了！一只只挂着“庆祝”字样的气球在北平上空浮荡。瑞宣绝望地喝着闷酒。大赤包却感到她的地位更加稳固了。瑞丰劝瑞宣出任国立中学校长，被瑞宣拒绝。蓝东阳和冠晓荷却为此明争暗斗起来。钱诗人知道了南京失守的消息，再也躺不住了。他和亲家金三爷干杯之后，摔了酒盅，发誓再也不喝酒了。他向金三爷倾诉了亡国的人们所受的侮辱。在狱中，他看到被毒打致死的志土，看到被日冠施以强暴后惨死的姑娘，看到占领者对中国人从肉体到精神的无尽摧残。在软硬兼施的拷问下，钱诗人没有失节…… |
| 第10集 | 钱诗人将怀有身孕的儿媳托付给亲家，准备暗中出走。迫于生计而就伪职的陈野求来看姐夫，钱诗人极力开导他要走正路。钱家的房子被冠晓荷引来的日本人住上了。常二爷来到祁家，悲愤地诉说了他经过西直门时，被迫给日本人下了跪。他说：“我是中国人，我这两条腿，可以给祖宗，给父母，给朋友下跪，可从来不能给仇人……这是怎么回事呢?我不想活着了，快七十了，越活越矮，我受不了”。老人痛苦地离去。 |
| 第11集 | 日军在台儿庄打了败仗。瑞宣心里非常痛快。他鼓励长顺参军。学校里的日本教官山木，突然向全校师生训话，使瑞宣十分震惊。这个被瑞宣视为学者的人，原来也是个战争狂人。他的儿子，日本侵略军中的山木少尉战死在中国的河南。山木教官以武士道的精神悼念儿子，并借此来训示中国师生。这极大地激怒了祁瑞宣，他愤然辞去教职。此时，祁家布店在日本人的欺讹下生意冷落，家境日近贫寒。瑞宣没了薪水，连过五月节都成了难题。韵梅提醒瑞宣去找他的老师——英国人富善。富善是个中国通，他爱古老的中国，凡是老祖辈传下来的东西他都爱。然而，他保守，他不相信中国人能不靠外过人的力量把国家治理好。富善先生正在写一本关于北平的书，他邀瑞宣作了他的帮手。 |
| 第12集 | 在英国府摆台的丁约输看到瑞宣和富善的亲密关系，惊奇极了，赶紧找到祁家，巴结瑞宣，被瑞宣顶了回去。冠晓荷、大赤包等人听说瑞宣和英国府有了来往，也都赶来讨好，被韵梅支走了。小崔和刘棚匠先后告诉瑞宣，他们遇到了飘流在外的钱诗人。钱默吟此刻正在牛教授家，他和牛教授谈崩了。临走，他恳切地告诫牛教授：“……国家兴亡，匹夫有责……一个中国人，不能光有理智，没有感情，更不能光有学问而没有人格！”瑞宣到底没有找到钱诗人。由于钱诗人的鼓励，刘棚匠终于下了出走的决心。一天，两个日本孩子在胡同里舞枪弄棒，正巧小文出去倒土，这两个孩子把小文撞到墙上，戗破了小文的手指。接着，他们又奔向冠晓荷，冠却狡猾地把日本孩子引向刚刚打酱回来的小顺儿，自己躲在门里看热闹。小顺儿被日本孩子按倒在地，委屈地大哭起来。韵梅气愤不过，拽起日本孩子，甩了出去，冠晓荷一看这阵势，悄悄溜了。韵梅把积蓄多日的仇恨一下子发泄出来。此举轰动了小羊圈，人们纷纷前来送酱，赞扬韵梅为全胡同的好人出了气。抗战已经进行一年了。这天，长顺和瑞宣商量打算出走的事。长顺说，他姥姥有钱，可以维持生活。回到家中，他愣住了。姥姥披头散发，呆坐在炕上，拿着一条长布带子，已经在北平城里作废的中国钞票撒满在炕上。原来，老人刚才知道，自己辛苦一生的积攒不能用了，生活没有了着落，不想活下去了。长顺的哭声招来了邻居，大家一起想办法。祁天佑想托人到城外去换些票子。 |
| 第13集 | 大赤包想借韵梅打日本孩子的事让李空山整整瑞宣，可被其他人拦住了，因为瑞宣在英国府作事，他们怕破坏了他们所认为的“国际联盟”。李空山自以为给大赤包办成“所长”有功，想强霸高弟，高弟痛打了李空山。桐芳望着满塘的荷花劝慰高弟：“得象这些荷花荷叶，出污泥而不染。”在公园的画廊中，钱默吟对一位醉心于画花卉、山水的年轻画家鼓动着：“年轻人！你应该画战场上的血，画中国人的反抗！你有一腔热血……”却被一旁的便衣密探揪住。看到这一切的桐芳和王排长暗暗叫画家救出了钱默吟。夜晚，钱先生悄悄走到金三爷家门口，想听听孙子的声音。孙子都半岁了，还没见过爷爷，可是，往昔也恨日本人的亲家，却在动乱中得到了好处。买房卖房的多了，他当中间人的生意也兴旺起来，他感到“日本人也不见得就那么坏”。这时，陈野求也去看金三爷，意外地碰到了钱先生。陈野求向瑞宣说到这一切。瑞宣劝他不能再靠抽大烟去麻醉自己，可陈野求说：“咱们这穿惯了大褂的人，宁可把国耻叫大褂遮住，也不肯脱了大褂去作小买卖！我现在一天忙到晚，好象专给自个儿找大烟钱……忘了痛苦，忘了自己，忘了国耻，忘了一切！……我完了！姐夫能原谅我，我也不能原谅我自己……” |
| 第14集 | 日军的井田大佐为了笼络人心，派蓝东阳去请牛教授出任教育局长，被牛教授拒绝；躲在暗中的李空山开枪打伤了牛教授，然后跑到冠家，喊着：“闹八路！”牛教授的病房里，井田与—群日伪官员假惺惺地去慰问。牛教授答应一俟伤愈就去任职。自从李空山挨了高弟的打，大赤包生怕得罪了他。这天，她和冠晓荷商量让招弟去敷衍敷衍。招弟一夜未归，大赤包十分焦急，因为她知道李空山是个色鬼。暴怒之中，她和冠晓荷打起架来。招弟跟李空山去住旅馆的丑闻在小羊圈传开了，人们笑骂着。冠晓荷和高亦陀却想借题发挥，讨好李空山，打算让招弟嫁给李空山，冠晓荷要去旅馆“接新亲”。无耻的瑞丰也过来凑趣。这天夜里，日本兵包围了祁家，抓走了瑞宣。祁家老少想出去送个信，搭救瑞宣，但门口却有便衣守着。一向安分守己的祁老人终于忍无可忍，与他们顶撞起来。 |
| 第15集 | 瑞丰正要去接日本天皇特使，一头撞进家门，被便衣缠住。天佑太太怕再抓走老二，抖抖地拿出一把光洋，便衣放走了瑞丰。瑞丰坐上小崔的洋车，去干他的“公事”，小崔恼怒已极，把他责骂一顿。一大早儿，长顺知道瑞宣被抓，急忙跳墙去与四大爷家商量解救办法。天亮后，他跑到英国府给富善先生报信。富善十分气愤，认为日本人抓了给英国府作事的瑞宣是威胁英国人，他要亲自去保瑞宣。日本天皇特使被刺，日本兵到处抓人。无辜的小崔也被抓了去。最后，他和一个汽车司机，一块儿被当作刺客砍了头。瑞宣被释，正好看到小崔被押赴刑场。小崔太太知道小崔被害，悲痛欲绝。人们为小崔的丧事募化，贫困的邻居纷纷相助。善良的小文夫妇拿出了家中仅有的三元钱。连在小文家练戏的一个女伶，也为素不相识的小崔捐了一对耳环。 |
| 第16集 | 居心不良的高亦陀，给了长顺十元钱，说是救济小崔太太，让长顺划了押。长顺去找小崔拉包月的东家瑞丰要钱，瑞丰却一口回绝。瑞宣在街上碰到了钱诗人。他们恳谈起来，钱默吟说，“这次抗战应当是中华民族的大扫除，一方面须赶走敌人，一方面也该扫除自己的垃圾。”钱诗人的一番语重心长的话使瑞宣很受震动。他决心不再闭眼不看周围的一切，而要正视这些丑恶的东西。瑞丰被辞了，他来求瑞宣找当了局长的牛教授再弄个职位，被瑞宣严词拒绝。李空山被撤了职，带着礼品来冠家要与招弟结婚。大赤包哪肯招个丢了“官”的女婿。两个汉奸经过一仗舌战，大赤包以三百块钱将李空山打发走了。 |
| 第17集 | 瑞丰去参加北海公园的“中、日、满亲善溜冰大会”，看见蓝东阳和胖菊子调情，气得回家抄起菜刀要和蓝东阳拼命，被家里人拦住。胖菊子要和瑞丰离婚，瑞丰跑到外面寻死觅活，最后喝醉了酒回来向嫂子撒野，被祁老太爷打了两个大巴掌，在院子里跪了半天。日军在长沙打了败仗。瑞宣把这个消息告诉富善先生，富善拿出一本刊有延安和八路军的照片的英文杂志给瑞宣看，瑞宣十分欣喜。 |
| 第18集 | 小羊圈居民推举李四大爷当里长。冠晓荷找到白巡长自封为里长，只许李四大爷当副的。上边规定每家每月交二斤铁，大家不愿让敌人用铁制成枪炮来杀害同胞，再说，谁家也拿不出那么多铁来。冠晓荷便出坏主意，让人们用钱来顶铁，他从中捞钱。高亦陀与大赤包盘算着当“官”不尽稳妥，打算开办旅馆搞一些暗娼来赚钱。一天，高亦陀拿着长顺签了字的小本向小崔太大逼债，进一步强迫她卖身为娼。小崔太太不堪受辱，要与高亦陀拼命，高亦陀被大家赶走了。 |
| 第19集 | 为了解救小崔太大，大伙合计着让小崔太大嫁给长顺。小崔太太忍悲含泪答应了。一天，日本人到祁家布店查账，逼天佑借了五十块钱交了“赔偿费”。不一会儿，日本人又返回来寻衅滋事，硬说天佑贪污了十双胶靴，逼天佑穿上写着“奸商”字样的坎肩游街。一辈子诚实、规矩的祁天佑受不了这番凌辱，神情恍惚地走到护城河自尽了。 |
| 第20集 | 冠招弟为了出风头，找小文夫妇学戏。大赤包、冠晓荷等人去戏院为招弟捧场。没料到，小文太太登台唱戏遭到日本军官的侮辱，小文太太毅然罢唱，被日本军官开枪打死，小文与桐芳奋起反抗，也惨遭杀害。戏院里顿时大乱，大赤包和胖菊子抱头鼠窜，冠晓荷、招弟和高亦陀被日本人当作嫌疑犯抓进监狱。大赤包去找蓝东阳打听冠晓荷和招弟的下落。蓝东阳翻脸不认大赤包。冠晓荷等人在狱中蹲了几天，被保释出来。回到家中，冠晓荷听说桐芳被害，哭闹着要为桐芳发送。大赤包醋性大发，与冠晓荷大吵一通。高亦陀看到大赤包一家的势力靠不住了，诓了大赤包一大笔钱溜掉了。 |
| 第21集 | 在邻居们的热心操办下，长顺和小崔太太成了婚。冠晓荷到乱葬岗子去找桐芳的坟。不料与钱先生相遇。冠晓荷胆战心惊，跪地求饶。钱先生警告他再不准做坏事，再不准出卖中国人。冠晓荷回到家中，发现高弟被绑在庭院，屋内洗劫—空。高弟告诉他，这是日本人干的，冠晓荷还不相信：“凭我跟日本人的关系，不至于这么不客气……”高弟气愤地说：“客气，哼，国家都给你占了，客气！”这时，招弟也跑回来报信，说大赤包让日本人给“拿”了。冠晓荷哭了一通，想起跟日本人交了朋友，带着招弟去找日本人想法子。一号院的日本老太太开门一看，又把大门紧紧地关上了。招弟去找蓝东阳，以色相作代价，要蓝东阳设法救出大赤包来。 |
| 第22集 | 大赤包被关在狱中，昔日的威风全不见了。不论她哀求或狂叫，都没有人理睬。她发了疯，眼前不断现出桐芳等人的“冤魂”，最后，终于死在狱中。除掉了大赤包，蓝东阳很得意。接着又拿招弟讨好日本人，把招弟送进了日本人专门训练特务的集中营。招弟在集中营内受到了严格的法西斯特务训练，她从此变成了一个双手沾满抗日人民鲜血的凶残的日本特务。高弟在瑞宣等人鼓励下，决心离开北平去谋生。她来到火车站，正逢招弟化装成村姑诱捕抗日青年，招弟把她拦了回去。高弟拒绝了妹妹的引劝，徘徊在街头，却遇见了钱诗人。钱诗人十分了解高弟的处境，要她相机打入敌特组织，为抗日出力。高弟回到家中，冠晓荷知道招弟当了特务，得意非凡，满街宣扬。高弟见冠晓荷和瑞丰久久没有回来，知道其中有故，急忙找瑞宣一家商量怎样对付日本人。祁老人大义凛然：“实话实说……，我活了快八十了，永远屈己下人，先磕头，后张嘴。现在，我明白了，磕头说好话未必准有好处，硬着点！……咱们的命都在人家手心里攥着呢，千吗再多饶一面，说假话呢！”日本人把找上门来的冠晓荷、祁瑞丰抓了起来，又来到小羊圈。他们在祁家盘问瑞丰的事，一号院的日本老太太给瑞宣一家说了好话，日本人离开祁家，又扑到六号院抓走了高弟。满街上，粮店全关了板，也没有了卖吃食的，日本人发了粮证。 |
| 第23集 | 粮店门前，人们排着长队等着粮店开板卖粮。在混乱中，韵梅挨了巡警一皮鞭，鲜血直流。好心的白巡长替祁家买了粮，送了来。日本人配给的“共和面”简直不是人吃的粮食，天佑太太和韵梅婆媳费了好多心思，才把这面团成小块蒸熟。小顺儿已经饿坏了，狼吞虎咽地吃起来。老太爷一尝，这东西又硬又噎，根本无法下咽，忙唤孙媳做些汤来。妞妞咬了一口又吐了出来，再也不吃了，不久，妞妞饥饿病倒。北平的人们面临饥荒的威胁。冠晓荷、祁瑞丰被放出后，仍执迷不悟，四处招摇。瑞丰打算去找蓝东阳和胖菊子，却在蓝东阳家被两个便衣以“冒充特务”的罪名抓走，随后被日本人枪决了。孙七肚中无食，饿晕在街头。当他醒来时，已和冠晓荷等人一起被日本人关了起来。日本人把这些“闹肚子”的人用—辆卡车拉到郊外的一个大坑前，要活埋他们。冠晓荷吓得给鬼子兵跪下求饶。孙七在旁看不下去，气愤地詈骂冠晓荷。最后，孙七、冠晓荷等一批人全被日本人“消了毒”。 |
| 第24集 | 盂兰盆节是人们祭奠亡人的日子。长顺给小崔买了荷花灯，马老太太又拿了个纸“包袱”，催长顺去给小崔烧了“送寒衣”。瑞宣也给小文夫妇买了灯。祁老太爷来到河边，给儿子放了灯。水面上，数不清的灯缓缓地漂着，成了灾难深重的中国的见证。白巡长看到长顺。告诉长顺往后不必打“五彩旗”了，这会儿又换成了有“反共和平建国”字样的旗子。长顺若有所悟地问道：“……必是这共……遭日本人恨，招咱们爱吧!”祁家正在为老太爷作寿的事发愁，天佑太太想卖掉自己的簪子，弄点白面来。韵梅苦笑着说：“有钱不是也没地方去买，粮食都在日本人手里呢！”这时，富善先生派丁约翰给祁家送了一袋白面来。祁老太爷命韵梅多多地蒸馒头招待亲友，他沉痛地说：“咱们，咱们的亲友，早晚都得饿死！一袋子面救不了命，为什么不教大家都吃个馒头，高兴一会儿呢?”祁老人又让瑞宣送几个馒头给一号院的日本老太太，“我要恩怨分明”。日本老太太对瑞宣说道：“非常感谢。……我是个日本人，也是个人类的人。以一个日本人说，我应该一语不发，服从命令，以一个人类的人来说，我诅咒这场战争！” |
| 第25集 | 日军偷袭珍珠港后，井田向英国人下手，富善被他们抓走了。瑞宣又失了业，但他决不肯去为日本人做事。母亲表示，宁肯卖房度日，也不能让瑞宣为难。离家抗日的瑞全回到了北平，他与钱先生接上了头。在钱先生和明月和尚安排下，瑞宣和瑞全见了面，瑞宣百感交集。此后，瑞宣开始帮助钱先生进行抗日活动。瑞全会见牛教授要他弃暗投明，设法救助受日本人迫害的爱国师生。井田命招弟和高弟去抓瑞全。 |
| 第26集 | 在北海公园内，高弟、招弟与瑞全相遇，招弟纠缠住瑞全，诱他为日本人卖力。瑞全将她引到山洞中，王排长将这个罪大恶极的特务处死了。王排长又到蓝东阳家，警告蓝东阳和胖菊子不准再作恶。为了加强抗日力量，瑞宣接受瑞全的安排，去中学任教。胖菊子听说瑞宣又接了“聘书”，备了礼物来祁家讨好，被老太爷骂了出去。日军势力渐衰，为了防空，日本人命令城内居民用黑布蒙窗。白巡长和李四大爷商量，发给大家浆糊，让人们糊上黑纸。久已不见白面的孩子们，见到浆糊也没命地吃起来。方六家的浆糊被孩子吃掉，窗户没有糊上。日本人要带走方六，邻居们来求情，李四大爷挺身抗争，被日本人用枪托打死。日军末日已到，井田又耍新花招，命部下和中国人交朋友。丁约翰在日本人面前讨好，领着日本人来找小羊圈的人们交朋友。李四大妈一见日本人就咬上了牙，她对着丁约翰骂道：“我老头子让日本人打死了，你是不知道？！让日本人跟我交朋友，新鲜！贱骨头！……你是中国人吗？小羊圈死了大赤包，冠晓荷，又出了你这么个狗杂种！”那几个日本人讨了个没趣，悻悻地走了。丁约翰碰到了白巡长正欲发作，白巡长却说日本人是“黄鼠狼给鸡拜年”。 |
| 第27集 | 丁约翰向日本人告发白巡长。白巡长丢了差事，气得拿着菜刀要去砍丁约翰。不料碰到的却是瑞宣。瑞宣劝解白巡长一番。日本人想破坏抗日力量，在日本人威胁利诱下，金三爷去寻找钱诗人。眼踪金三爷的便衣发观了钱诗人的行踪，钱诗人被捕了。为了逼他变节，日本人又抓走了钱诗人的孙子，钱少奶奶为此精神失常了。一天，瑞宣在街上遇到了钱诗人的内弟陈野求。他贫困潦倒，为了麻醉自己，已经堕落成一个大烟鬼。德国无条件投降，丁约翰又来了精神，他问瑞宣：“要是日本也战败了，我们是不是应当把北平所有的日本人都杀了呢?……您可是亲眼看见的，我自始至终都是英国府的人，等富善先生回来，我还回去伺侯他老人家……”蓝东阳看到日本在中国的势力消落，准备逃亡日本。 |
| 第28集 | 瑞宣又和瑞全、高弟见了面，瑞全告诉了瑞宣抗战即将胜利的消息。高弟掏出几个鸡蛋让他带给妞妞吃，然而，妞妞已经水米不进。就在日本投降的日子里，妞妞死去了。祁老太爷抱着妞妞冲出大门，发出悲痛的喊声：“咱们胜利了，可妞妞死了，饿死了！”在这场战争中失去了亲人的人们，围住日本老太太，向她发泄着满腔的悲愤。日本老太太向大家低头行礼。瑞宣走来劝解着众人。…… |

## 节目变迁
| 重温经典频道 电视剧剧场二 週一至週日 21:00-22:30 | 重温经典频道 电视剧剧场二 週一至週日 21:00-22:30 | 重温经典频道 电视剧剧场二 週一至週日 21:00-22:30 |
| ------------------------------------------------ | ------------------------------------------------ | ------------------------------------------------ |
|                                                  | 四世同堂 （2024.2.1 - 2024.2.14）                |                                                  |
| —                                                | 渴望 （2024.2.15 - 2024.3.10）                   |                                                  |